# Sèpies (Tessàlia)
Sèpies (en llatí Sepias, en grec antic Σηπιάς) era un cap de Magnèsia, a Tessàlia, a l'extrem sud-est, enfront de l'illa d'Escíatos.
El lloc és famós a la mitologia grega perquè aquí Peleu va esperar a Tetis i d'aquí se la va emportar. La flota persa va patir un gran naufragi prop d'aquest lloc durant la invasió de Xerxes I a Grècia. En parlen Heròdot, Estrabó, Apol·loni Rodi, Plini el Vell i Pomponi Mela.